# 杜蘭德鎮區 (明尼蘇達州貝爾特拉米縣)
杜蘭德鎮區（英語：Durand Township）是位於美國明尼蘇達州貝爾特拉米縣的一個行政鎮區。

## 地方資料
杜蘭德鎮區的面積為47.50平方千米，當中陸地面積為39.10平方千米，而水域面積為8.40平方千米。根據2020年美國人口普查的數據，當地共有人口227人，而人口密度為每平方千米4.78人。